# Change (Pink Cream 69)
Change è il quarto album in studio del gruppo musicale tedesco Pink Cream 69, pubblicato nel 1995.

## Tracce
1. Funny Words – 4:37
2. Light of Day – 3:36
3. Change – 4:16
4. Yesterdays – 4:10
5. Two Hours – 3:51
6. Something I Said – 3:18
7. Only the Good – 3:51
8. 20th Century Boy (T.Rex cover) – 3:25 (Marc Bolan)
9. Queen Bee – 4:36
10. Stretch the Truth – 4:05
11. New Control – 4:01
12. Freakshow – 4:38

## Formazione
- David Readman – voce
- Alfred Koffler – chitarra
- Kosta Zafiriou – batteria
- David A. – tastiera
- Bateke – percussioni